# Cutumă (drept)
Cutuma în drept este o normă juridică consfințită printr-o practică îndelungată.